# 容克雷德利韦
容克雷德利韦（法語：Jonquerets-de-Livet，法語發音：[ʒɔ̃kʁɛ də livɛ]）是法国厄尔省的一个旧市镇，位于该省西部偏南，属于贝尔奈区。2016年1月1日，容克雷德利韦和相邻的另外15个市镇合并为新市镇乌什地区梅尼勒（Mesnil-en-Ouche）。

## 地理
容克雷德利韦（49°1'17"N, 0°36'29"E）面积10.28 平方千米，位于法国诺曼底大区厄尔省，该省份为法国北部内陆省份，北起滨海塞纳省，西接奧恩省和卡爾瓦多斯省，南至厄尔-卢瓦省，东临瓦兹省、瓦兹河谷省和伊夫林省。
与容克雷德利韦接壤的市镇（或旧市镇、城区）包括：尚布拉克、费里耶尔圣伊莱尔、格朗尚、朗德佩勒斯。

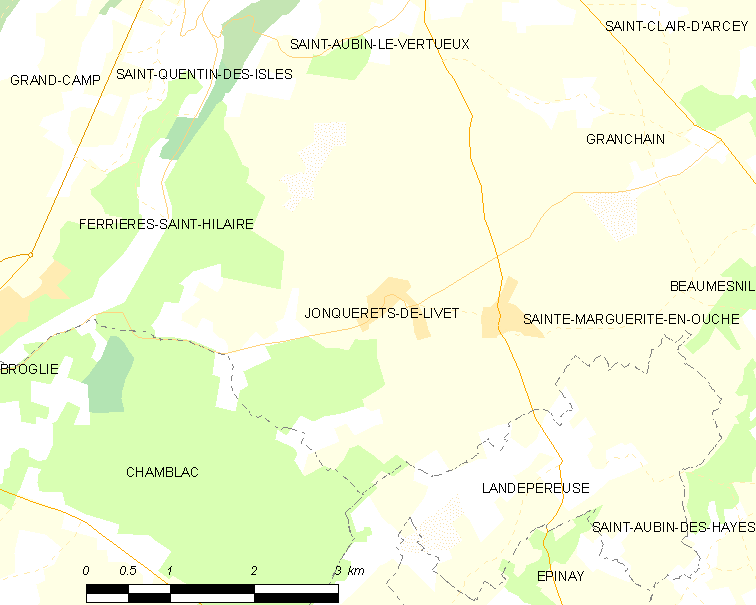
容克雷德利韦的OSM定位图

容克雷德利韦的时区为UTC+01:00、UTC+02:00（夏令时）。

## 行政
容克雷德利韦的邮政编码为27410，INSEE市镇编码为27356。

## 政治
容克雷德利韦所属的省级选区为贝尔奈县。

## 人口

1962-2008年间容克雷德利韦人口变化图示

容克雷德利韦于2018年1月1日时的人口数量为342人。